# Julius Faulwasser

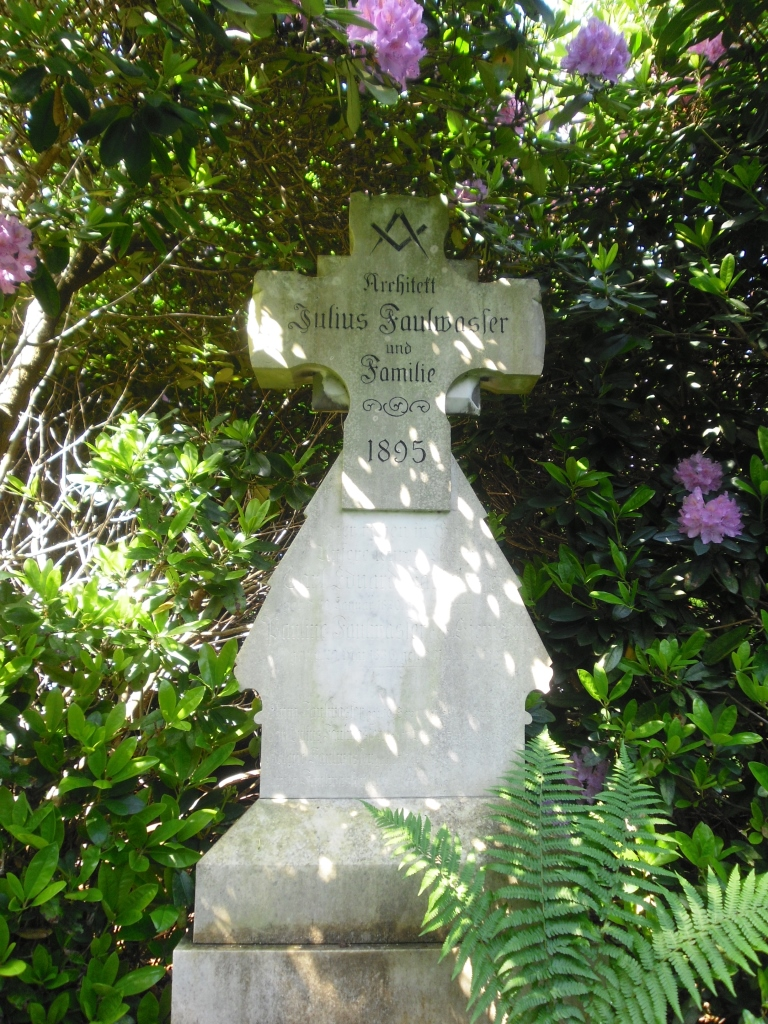
Grab von Carl Julius Faulwasser auf dem Friedhof Ohlsdorf in Hamburg

Carl Julius Faulwasser (* 17. Januar 1855 in Hamburg; † 8. Dezember 1944 in Breslau) war ein deutscher Architekt und Bauhistoriker.

## Leben
Er errichtete zahlreiche Kirchen, Wohnhäuser, Stifts- und Schulgebäude und Kontorhäuser auf hamburgischem Gebiet. Ende des 19. bis Anfang des 20. Jahrhunderts entstanden in Hamburg viele neue Kirchengebäude. Während Johannes Otzen und dessen Schüler Fernando Lorenzen sich dem Baustil der Neugotik widmeten, sind die Bauten von Faulwasser eher am Neobarock angelehnt.
Parallel dazu war er auch Bauhistoriker und Schriftsteller. 1892 erschien das Werk Der große Brand und der Wiederaufbau von Hamburg: Ein Denkmal zu den fünfzigjährigen Erinnerungstagen des 5. bis 8. Mai 1842 in dem er den Großen Brand von 1842 und den darauf folgenden Wiederaufbau schildert. Später vermaß und beschrieb er viele alte hamburgische Kirchenbauten, darunter veröffentlichte er 1901 die Baugeschichte der St.-Michaelis-Kirche in Hamburg. Fünf Jahre später wurde die Kirche durch einen Brand fast vollständig zerstört. Faulwasser wurde für die Rekonstruktion herangezogen.
Faulwasser starb im Alter von 89 Jahren und wurde auf dem Friedhof Ohlsdorf in Hamburg beigesetzt in der Lage W5, 424–429.

## Arbeiten

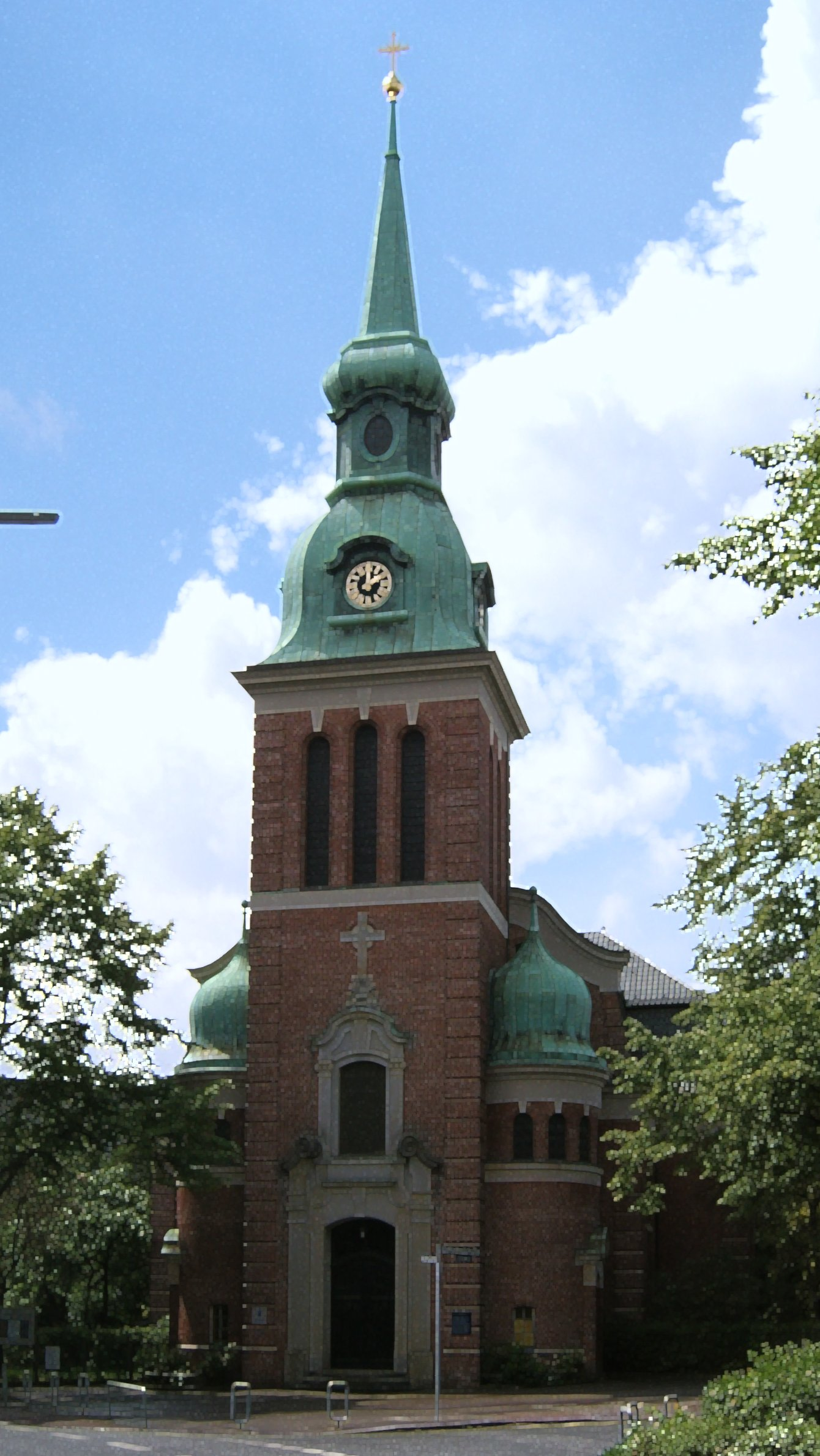
Die Matthäuskirche in Hamburg-Winterhude

Eine unvollständige Auflistung seiner architektonischen Arbeiten:
- Pauline-Mariannen-Stift, Brennerstraße 79, 1873
- Kirche Zum Guten Hirten (heute: St. Anschar), Hamburg-Eppendorf, 1888–1889
- Kirche St. Lukas in Hamburg-Fuhlsbüttel, 1892–1893
- Merckstift in der Knorrestraße 9, 1894
- Johann Koop Gotteswohnungen, Frickestr. 20, 1894
- Renovierung der Kirche St. Johannis in Eppendorf, 1902–1903
- Umbau des Kirchsaals Stiftstraße 17, 1907
- Luther-Kirche in Hamburg-Bahrenfeld, 1909–1910
- St. Pankratius (Ochsenwerder), 1910
- Rekonstruktion der 1906 durch ein Feuer zerstörten Kirche St. Michaelis, 1907–1912; Zusammenarbeit mit Hermann Geißler und Emil Meerwein
- Matthäuskirche, Hamburg-Winterhude, 1911–12; nach Kriegsschäden innen stark verändert
- Zweites & Drittes Amalienstift, 1891/1913, Minenstraße 11
- Instandsetzung und Umbau von St. Nicolai, Altengamme